# 민식
민식(閔湜, ? ~ 1202년)은 고려의 문신이다. 본관은 여흥(驪興)이며, 평장사(平章事) 민영모(閔令謨)의 아들이다.

## 생애
1167년(고려 의종 21년) 과거에 급제하여 내시(內侍)가 되었다.
고려 신종(神宗) 초에 우산기상시(右散騎常侍)가 되었고, 벼슬이 형부상서에 이르렀다. 

## 평가
고려사 열전에 따르면 민식은 성품이 활달하고 도량이 커서 비록 존귀하고 이름이 높았어도 귀천(貴賤)을 따지지 않고 평소처럼 대했기에 그를 옳다고 여기는 사람들이 많았다고 한다.

## 일화
고려 명종(明宗)의 얼자(孽子)로 승려가 된 소군(小君) 왕홍기(王洪機) 등이 권세를 부리며 뇌물을 받았을 때 관료들이 아부하였으나 민식만 가지 않았다. 동생인 민공규(閔公珪)가 "형님께서는 왜 가지 않습니까?"라고 묻자, "가지 않는 것도 내 뜻이다.”라고 답하였다.  어느 날 동생이 간청하여 같이 찾아갔는데, 술이 취하자 갑자기 말하기를 "무지개 같은 사미(沙彌) 무리들이 나라를 패망시킨다."라고 하자, 동생이 깜짝 놀라서 진땀을 흘렸다. 대개 무지개가 한 끝은 땅에 닿고 한 끝은 하늘에 이어져 있으니, 소군이 왕자이긴 하지만 그 어미가 미천함을 비유한 것이다.